# Антисионизм в СССР
Антисионизм в СССР был заметной частью как официальной политики и идеологии, так и неформальных националистических движений. В значительной мере представлял собой антисемитскую идеологию и политику. Коммунистическое движение в целом стало одним из немногих идейно-политических течений XX века, последовательно и непримиримо враждебных сионизму.
Основы советского антисемитского антисионизма — отчетливо отличающиеся от других форм антисионизма — возникли в основном в послевоенные годы и были глубоко укоренены в антиеврейских представлениях, уже давно присутствующей во многих странах Восточной Европы. Однако, прежде чем антисемитская идеология была развернута Советским Союзом, её потребовалось интегрировать в доктрины марксизма-ленинизма. Эта адаптация объясняет уникальные особенности советского антисемитизма.

Кадры из антисемитского фильма «Тайное и явное (Цели и деяния сионистов)», 1973. Паутина, сплетённая «сионистами» с еврейскими фамилиями и сравнение их с «червями» (гусеницами), к очищению от которых мира призывают авторы фильма

Отношение советских властей к сионизму с течением времени менялось, но в целом всегда оставалось негативным: сионистская деятельность в СССР преследовалась властями, начиная с 1920-х и вплоть до Перестройки. Выезд евреев на постоянное место жительства в Израиль был крайне затруднён. Сионисты массово подвергались преследованиям и репрессиям. Изначально положительное отношение к Израилю со стороны СССР (начиная с осени 1948 и по 1953 годы) резко ухудшилось и сменилось на враждебное, в 1967 году дипломатические отношения были разорваны. С 1956 года СССР оказывал активную помощь враждебным Израилю арабским странам и террористическим движениям и вёл антиизраильскую пропаганду на международной арене.
Существенным стимулом для развития антисионизма советской пропаганды стала Шестидневная война 1967 года, в результате которой Советским Союзом были разорваны отношения с Израилем, а в среде советских евреев усилилось стремление к возрождению еврейской культуры и выросли эмиграционные настроения.
Термин «сионизм» для советских идеологов приобрёл не столько историко-политический смысл, сколько расширительный и в значительной мере мифологический. В теории сионистами считались носители «шовинистической и расистской идеологии», на практике термин употреблялся в отношении любого неугодного еврея, не имеющего никакого отношения к сионизму. Советские критики сионизма заявляли, что он изначально «был призван отвлечь еврейские трудящиеся массы от революционной борьбы, сохранить господство буржуазии над трудящимися». Антисионизм стал частью официальной антисемитской политики властей, которая под этим названием вписывалась в советскую интепретацию марксизма-ленинизма. Наиболее активную антисионистскую пропаганду вели советские организации, членами которых были в основном евреи: в частности, Еврейская секция РКП(б) и Антисионистский комитет советской общественности.
Слово «сионист» использовалось в качестве этнонима-эвфемизма в отношении евреев. Эвфемизм появился в 1940-е годы в советской пропаганде, где заменил черносотенное слово «жид». Особенно активно использовался с 1947 года.

## Как часть коммунистической идеологии
Антисионизм как идеология возник из интеграции антисемитизма в марксизм-ленинизм. Эта трансформация произошла в конце 1920-х — 1930-х годах в связи со сталинизацией Советского Союза и многих зарубежных коммунистических партий. После того, как «мировая революция» Ленина и Троцкого не осуществилась, Сталин разработал теорию «социализма в отдельно взятой стране». Марксизм-ленинизм придал легитимность Советскому государству (а позже и государствам-сателлитам) как «социалистическому Отечеству». Понятия народа, нации и государства получили положительную оценкой, а пролетарский интернационализм был переопределен как дружба между трудящимися разных наций. Таким образом, после Второй мировой войны идеологически стало возможным легитимировать как социалистическую солидарность вновь возникших «народных демократий» — то есть гегемонию СССР — так и национальную автономию этих государств.
Один из примеров последствий этого идеологического сдвига является концепция космополитизма. В первые годы существования СССР, как и ранее, в представлениях Маркса и Энгельса, этот термин имел положительный оттенок, обозначая универсалистскую позицию, не запятнанную буржуазным национализмом. После 1945 года в Советском Союзе космополитизм был отвергнут, поскольку он отрицал национальный суверенитет и патриотизм. Ответственность за «империалистический космополитизм» возлагалась, в том числе, на «сионистов». Теперь сионизм понимался как не еврейская форма национализма, а скорее как «безродный буржуазный космополитизм», тесно связанный с американским империализмом и нацеленный на мировое господство. Истинной родиной сионистов с точки зрения советского антисионизма, был не Израиль, а Уолл-стрит. Соответственно, Израиль считался не настоящим национальным государством, а империалистическим форпостом.
Сионисты в советской антисионистской идеологии одновременно выступали как классовые и национальные враги, поскольку их отождествляли как с капитализмом и империализмом, так и с денационализированным универсализмом. В обоих аспектах, следовательно, антисионизм мог присваивать традиционные антисемитские постулаты. Этот факт был особенно важен для СССР, а также для его сателлитов и сталинистских партий по всему миру, поскольку, определяя «врага», он подтверждал марксистско-ленинскую связь социализма и пролетарского (интер)национализма. Сионисты объявлялись внутренними врагами, прислужниками иностранных держав и саботажниками социалистического прогресса. За неудачи в «строительстве социализма» были ответственны не партия и не государство, а «сионистские предатели».
Советский антисионизм формально был направлен против «сионистов», а не против «евреев». Слова «еврей» и «сионист» использовались почти взаимозаменяемо, но различение евреев и сионистов было необходимостью. Марксизм-ленинизм отвергал идею, что целый народ может быть исключен по этническому, расовому или культурному признаку. Официально евреи были свободными и равноправными гражданами СССР. Сталин неоднократно находил целесообразным выступать против антисемитизма. С целью замаскировать антисемитский характер антисионизма, «еврей» заменялся на «сиониста». Иногда даже признавалось, что кто-то был «хорошим евреем», подразумевая, что он не был сионистом. Маскирующий механизм антисионизма также способствовал интеграции двух важнейших элементов в образе «врага» — «фашизма» и империализма. Регулярно утверждалось, что сионисты и нацисты работали вместе. Холокост, существование которого никогда не отрицалось, изображался заговором, с помощью которого сионисты пытались создать еврейское государство в Палестине. Таким образом, Израиль предстает в антисионистской риторике как тесно связанный с национал-социализмом или идентичный ему. Помимо этого, утверждалось, что сионисты использовали Холокост для собственного обогащения, а также для отвлечения внимания от своего заговора. Этот «антифашистский» антисионизм позиционировался как направленный против антисемитизма.
Такие утверждения отражены в сотнях книг и брошюр, многие из которых распространялись массовыми тиражами. Однако не было ни одного серьёзного, подробного советского изображения Холокоста. Всегда готовые признать факт Холокоста, советские лидеры в то же время не позволяли населению узнать о нём или почтить память этой трагедии. Хотя небольшая часть антисионистской литературы была переведена на западноевропейские языки и оказала влияние на коммунистические партии и левые движения на Западе, советский антисионизм, а также антиеврейские преследования подвергались резкой критике со стороны марксистских и левых интеллектуалов.
Связь антисионизма с идеологическими потребностями СССР принимается не всеми исследователями. Альтернативное объяснение, основанное в первую очередь на работе Эдмунда Зильбернера, находит истоки советского антисионизма в предполагаемой «антисемитской традиции современного социализма», начиная с её основателя Карла Маркса. По мнению немецкого социолога Клауса Хольца, эта теория не может, объяснить, в частности, почему до дела Дрейфуса французское рабочее движение, мало подверженное влиянию Маркса, было довольно антисемитским, тогда как Немецкая социал-демократическая партия, находившаяся под сильным влиянием Маркса, была относительно свободна от антисемитизма и, по сути, последовательно выступала против него. Интерпретация Зильбернера также не может объяснить борьбу СССР с антисемитизмом до 1930 года. По словам Хольца, поиск генезиса марксистско-ленинского антисионизма в трудах Карла Маркса даёт лишь самые туманные результаты.
Из правой среды в коммунистический/советский дискурс был заимствован миф о еврейском заговоре. В условиях начала Холодной войны «еврей-сионист» изображался как агент англо-американского империализма, стремящегося к войне за господство в мире; была сформирована новая теория, пока только участия (не лидерства) евреев в борьбе за мировое господство. Уже в кампании против «космополитов», параллельно с которой велось поддерживающее её дело Еврейского антифашистского комитета (ЕАК) 1948—1952 годов, но преимущественно начиная с процесса Рудольфа Сланского 1952 года (в Чехословакии) и с «Дела врачей» 1948—1953 годов пропаганда стала представлять «еврея-сиониста» не только в качестве идейного, но и как было предопределено Сталиным ещё в 1939 году, политического врага, создающего разветвлённую сеть заговоров, направленных против советских вождя, народа и государства. На следующем этапе, в эпоху «застоя», сионизм был отождествлён с еврейством, объявлен «новым фашизмом» и расизмом, а затем стал рассматриваться как главная сила «империалистического заговора», а еврейство — как онтологический враг всех других народов мира. Эта теория заговора распространилась и на ряд несоветских левых идеологий.

## История
Михаил Агапов отмечает, что отношение к сионизму и его палестинской реализации было сформировано у российской социал-демократии ещё в дореволюционный период. Эта позиция определялась как марксистской теорией, так и практикой отношений РСДРП с Бундом и продвижения мировой революции. Теоретико-идеологической основой враждебности к сионизму как к националистическому движению послужили труды Карла Каутского. Антисионистская пропаганда занимала важное месте в коммунистической идеологии. С 1918 по 1930 год этим занималась Еврейская секция РКП(б).
Владимир Ленин рассматривал сионизм, включая сионизм левого, социалистического толка, как одно из проявлений буржуазного или мелкобуржуазного национализма, который противостоит пролетарскому интернационализму и проповедует классовый мир между рабочими и капиталистами, имеющими одну национальность. В статье «Мобилизация реакционных сил и наши задачи» (1903) Ленин утверждал, что сионизм является большим врагом социал-демократии, нежели антисемитизм. В начале 1920-х годов Ленин ответил отказом на просьбу Максима Горького прекратить преследования сионистов в Советской России, подчеркнув, что сионизм и коммунизм антагонистичны друг другу, что обусловлено основной задачей последнего — уничтожением «всех государств и организация на их месте союза коммун», тогда как как сионисты «мечтают, как бы прибавить еще одно государство к уже существующим». Следуя этим установкам большевики уже в 1900-х годах совместно с Бундом развёртывают активную идейную борьбу против сионизма. Особенно сильной критике подвергался выдвинутый частью участников сионистского движения лозунг неучастия евреев в политической борьбе в России.
Сталин как главный теоретик партии по национальному вопросу утверждал, что евреев, «живущих на разных территориях и говорящих на разных языках», нельзя считать нацией. Евреев объединяют лишь «религия, общее происхождение и некоторые остатки национального характера». Создание «еврейского национального очага» в Палестине как путь решения «еврейского вопроса» идеологи РСДРП считали утопической попыткой создания в Палестине «всемирного еврейского гетто». В России в вину сионистам ставились буржуазная националистическая пропаганда и раскол общероссийского рабочего движения. Сионизм был назван «ярким примером обмана трудящихся масс угнетённой нации, произведённого соединёнными усилиями империализма Антанты и буржуазии соответствующей нации» на Втором конгрессе Коминтерна.
С начала гражданской войны в России сионистское движение объявляет о своем нейтралитете, однако, несмотря на это, в 1919 году коммунисты начинают против него широкую репрессивную кампанию, которая завершилась к 1928 году полной ликвидацией всех советских сионистских организаций, включая Еврейскую коммунистическую рабочую партию Поалей Цион, пытавшуюся совместить сионизм и официальную коммунистическую идеологию. Со второй половины 1920-х годов как политические и строго караемые преступления рассматривались принадлежность к сионистскому движению или сочувствие этому движению. Как противовеса сионистской концепции воссоздания еврейской государственности в Земле Израиля советские власти вначале выдвинули проект организации еврейских сельскохозяйственных поселений в Крыму, а затем на Дальнем Востоке была создана Еврейская автономная область. Антисионистскую позицию занимают все партии Коммунистического Интернационала (Коминтерна), равно как и его центральные органы.
Антисионистские преследования в строгом смысле были послевоенным явлением. В 1930-х годах при Сталине СССР прекратил активную борьбу с антисемитизмом, и антисионизм, заложенный в идеологии марксизма-ленинизма, начал формироваться в специфически антиеврейскую политику. Возможно, самым драматичным предвестником этой трансформации была большая чистка 1935—1938 годов, серия показательных процессов, призванных укрепить власть Сталина. Однако антиеврейские меры этого периода всё ещё рационализировались на традиционной основе, отражая остаточные эффекты унаследованного антисемитизма. Важную роль сыграли разногласия между коммунистическими и некоммунистическими еврейскими организациями в 1930-х годах, которые вылились в преследование последних. Все более враждебная позиция Советского Союза по отношению ко всем религиозным общинам и движениям за культурную автономию была особенно разрушительной для общинной еврейской жизни. Большинство синагог были закрыты, как и еврейские культурные учреждения, школы и газеты, многие раввины были арестованы и убиты. Однако в то же время многие евреи быстро поднялись по социальной лестнице.
Даже в ходе Второй мировой войны коммунисты сравнительно редко сотрудничают со сторонниками сионизма. К числу немногочисленных примеров успешного взаимодействия двух этих движений принадлежит создание в Варшавском гетто Антифашистского блока и Еврейской боевой организации (1942), а также совместное участие представителей этих движений в подпольной организации, которая действовала в Вильнюсском гетто.
В 1947—1948 годах руководство СССР оказывало дипломатическую поддержку участникам сионистского движения, которые боролись за создание еврейского государства. Победе Израиля в Войне за независимость во многом поспособствовали поставки тяжёлого вооружения из Чехословакии, в правительстве которой преобладающей силой были коммунисты. Советы поддерживали создание государства Израиль как в политическом, так и в военном отношении в надежде нанести ущерб Великобритании и заручиться дружеской поддержкой Израиля. Эти действия, однако, не стали началом перелома в отношениях коммунизма и сионизма. Уже в 1948—1949 годах сионистские организации ликвидируются во всех европейских и азиатских странах, которые попали в орбиту советского влияния.
Пик антисионистских преследований пришёлся на период чисток и судебных процессов, организованных в СССР и всех его государствах-сателлитах в период с 1948 по 1953 год. Евреи не были единственными жертвами этих чисток, они были пропорционально представлены среди жертв. В ходе судебных процессов обвинение в сионизме приобретало всё большую значимость. В процессе Сланского в Чехословакии (1952) оно стало центральным. В советской прессе, которая в начале 1953 года освещала дело врачей, появились утверждения о существовании «международного заговора» сионистов, направленного против Советского Союза и стран «народной демократии». В Чехословакии прямые обвинения в причастности к такому заговору предъявляли евреям, включая двух граждан Израиля, которые проходили по процессу Сланского. Эта теория всемирного заговора в традициях «Протоколов сионских мудрецов» стала опорой антисионистских кампаний и была призвана укрепить социалистическую и националистическую сплочённость СССР и его государств-сателлитов. Свою роль сыграли и соображения внешней политики. Антисионизм был «товаром», пользующимся большим спросом в арабских государствах, и эти государства быстро стали основными «импортёрами» этого пропагандистского продукта из Советского Союза.
Антисионистская пропагандистская кампания, которая началась во всех странах коммунистического блока, была предотвращена смертью Сталина в марте 1953 года. Дальнейшая эскалация была предотвращена смертью Сталина в 1953 году. Был отменён уже запланированный показательный судебный процесс над еврейскими врачами, которые, согласно обвинениям, замышляли убийство советского руководства. Отменены были также планы депортации евреев из крупных городов. Вплоть до настоящего времени остаётся неясным, какие именно дальнейшие меры в отношении евреев рассматривались и планировались до смерти Сталина. Во второй половине 1950-х года кампания антисионистской пропаганды возобновилась. Главной её мишенью с этого времени становится Государство Израиль.
Особенное усиление антисионистской пропаганды в СССР произошло после Шестидневной войны 1967 года. После этого конфликта все коммунистические режимы, исключая Румынию, разрывают дипломатические отношения с Израилем, тогда как противостоявшие этому государству арабские государства и террористические организации с середины 1950-х годов до конца 1980-х годов пользовались непрерывной широкомасштабной военной, экономической и иной помощью этих стран. После разрыва дипломатических отношений официальный подход, рассматривавший Израиль как «орудие международного империализма», был ретроспективно распространён советскими учёными на весь период, предшествовавший созданию Государства Израиль, с момента возникновения сионистского движения в конце XIX века. Сионизм определялся официальной советской идеологией как «наиболее реакционная разновидность еврейского буржуазного национализма, получившая распространение в XX веке среди еврейского населения капиталистических стран, националистическая идеология и политика, выражающая интересы крупной еврейской буржуазии, тесно связанной с монополистической буржуазией империалистических государств. Основное содержание этой идеологии — воинствующий шовинизм, расизм, антикоммунизм и антисоветизм».
Поздние антисионистские кампании не достигали масштабов периода между 1948 и 1953 годами, но эта тема оставалась существенным элементом советской идеологии и практики. Для евреев стало практически невозможно сделать карьеру в партии, армии или бюрократии. Кампания против экономических преступлений (1961—1966) снова привела к показательным процессам, сопровождавшимся массированной пропагандой, подчеркивавшей этническую принадлежность преимущественно еврейских обвиняемых, из которых большинство было казнено. Когда евреи пытались эмигрировать, со многими из них обращались как с предателями или преступниками и подвергали экономическому и другим формам остракизма. Антисионизм помог СССР получить поддержку в арабском мире после Шестидневной войны и послужил козлом отпущения в движениях за независимость в Польше и Чехословакии (1968). Эти события, угрожавшие советской системе, вызвали интенсивные всплески антисионистской пропаганды. Кроме того, имело место несколько региональных эпизодов, а также непрерывная антисионистская пропаганда в газетах и книгах в течение всего этого времени.
В 1967—1968 годах чистка от «просионистских элементов» была развернута в Польше, где под этим термином понимали как всех евреев, сочувствующих Израилю, так и некоторых неугодных местной власти поляков. Травля и репрессии были направлены против участников подпольного и полуподпольного еврейского национального движения, которое во второй половине 1960-х годов возрождается в Советском Союзе. В начале 1970-х годов сионистскую деятельность запрещают власти Кубы. Все коммунистические режимы, не исключая Китай и Албанию, которые в 1960-х годах прекратили связи с Москвой, продолжали массированную антисионистскую и антиизраильскую пропаганду. Целый ряд материалов намеренно преподносили понятия «сионист» и «еврей» в качестве синонимов, а сионистское движение эта пропаганда изображала частью «тысячелетнего еврейского заговора», что оправдывало официальный антисемитизм и способствовало росту бытового. В несколько ином ключе такая же пропаганда велась и продолжается до настоящего времени троцкистами и другими маргинальными коммунистическими группами. В 1975 году Советский Союз, зависимые от него страны и государства «третьего мира», в первую очередь мусульманские инициировали или поддержали принятие резолюции Генеральной Ассамблея ООН, в которой сионизм рассматривался как одна из форм расизма (в декабре 1991 года резолюция была отменена). В отличие от предшествовавшего времени, в период 1960—1980-е годов некоторые компартии западных стран Запада в более или менее открытой форме и последовательно отказываются от участия в антисионистских кампаниях и осуждают преследования еврейских активистов в СССР.
Переломом в государственной антисионистской идеологии стал выход в 1969 году книги «Осторожно: сионизм!» Юрия Иванова, который в то время курировал в ЦК КПСС Коммунистическую партию Израиля. Суммарный тираж книги на разных языках достиг 550 тысяч экземпляров, в том числе 42 тысячи на арабском. Под видом «антисионизма» и под лозунгом «борьбы с современным фашизмом» в государственную идеологию вводились заимствованная из пропаганды Геббельса антисемитская расистская концепция. В модифицированном виде она составила интегральную часть неосталинистского варианта русско-коммунистического мессианства. В 1973 году по заданию идеологического отдела ЦК КПСС в СССР был снят антисионистский пропагандистский фильм «Тайное и явное (Цели и деяния сионистов)». Антисионистская и антиизраильская литература публиковалась сотнями наименований многотысячными тиражами. Только в советской Украине в 1967—1984 годах было опубликовано 135 таких книг, не считая публикаций в СМИ. «Идеология сионизма и произраильские настроения» выделялись Комитетом государственной безопасности отдельной графой в ряду «враждебных идеологий». Борьбу с сионистами внутри СССР осуществлял так называемый «еврейский отдел» в рамках Пятого управления КГБ.
21 апреля 1983 года по инициативе Отдела пропаганды ЦК КПСС и КГБ СССР был создан Антисионистский комитет советской общественности (АКСО). Руководящий состав АКСО был приравнен к высшей государственной номенклатуре. Как отмечается в документах экспертного заключения по делу КПСС, АКСО фактически не был общественной организацией, а был пропагандистской структурой КПСС. Бессменным руководителем АКСО был дважды Герой Советского Союза, генерал-полковник Давид Драгунский. Большинство членов АКСО были евреями.
Признаки отказа КПСС и родственных ей партий от конфронтации с сионистским движением появляются только в конце 1980-х годов, незадолго до падения коммунистических режимов в Советском Союзе и странах Восточной Европы. Ослабляется, а затем прекращается антисионистская и антиизраильская пропаганда, было разрешено создавать легальные сионистские организации; начигается установление контактов с Израилем. Однако практически все неокоммунистические группы, которые появились в России и некоторых других странах СНГ, после распада СССР провозглашают борьбу против сионизма одной из своих главных целей. Эта позиция стала основой их объединения с рядом крайне националистических организаций, использующие антисионистские лозунги для маскировки своей антисемитской идеологии. Сформировался так называемый «красно-коричневый блок», который в качестве одной из первых акций в июне 1992 года устроил блокаду телецентра в Останкино в Москве в знак своего «протеста против засилья сионистов на телевидении».

## Неформальное движение
С начала 1960-х годов существенную часть движения русских националистов составляла неформальная группа публицистов, которые на профессиональной основе осуществляли внутриполитическое пропагандистское обоснование проарабской и антиизраильской политики СССР на Ближнем Востоке и позднее получили наименование «антисионистский кружок». Уже в 1963—1964 годах такие деятели, как Юрий Иванов и Евгений Евсеев перед слушателями Университета молодого марксиста в Москве читали лекции, разоблачающие «сионизм». В 1966—1968 годах Евсеев активно работал с ЦК ВЛКСМ — осуществлял командировочные поездки от отдела пропаганды, проводил консультации издательства «Молодая гвардия».
Наиболее высокопоставленным из «антисионистов» являлся Иван Милованов, занимавший должность заведующего сектором Ближнего Востока Международного отдела ЦК КПСС. Милованов и близкий к нему референт сектора Ближнего Востока Юрий Иванов консультировались и дружили с такими деятелями, как переводчик и преподаватель Института иностранных языков имени Мориса Тореза Валерий Емельянов, Евгений Евсеев, журналисты А. А. Агарышев и Владимир Большаковым. К этому же кругу с конца 1960-х годов принадлежали писатель Валерий Ганичев, историки Сергей Семанов и Аполлон Кузьмин, а также ряд других. В начале 1970-х кружком было начато выполнение объёмного заказа аппарата ЦК КПСС по идеологическому сопровождению кампании против сионизма. Наибольшим интеллектуалом в этой среде считали Евгения Евсеева. Его «научная деятельность» завершилась выпуском в 1978 году в Институте философии АН СССР докторской диссертации «Сионизм в системе антикоммунизма», снабжённой грифом «Для служебного пользования». Евсеев написал также книгу «Фашизм под голубой звездой», изданную в 1971 году в Москве, и ряд других публикаций. По инициативе Милованова Юрием Ивановым была написана получившая большую популярность среди русских националистов книга «Осторожно: сионизм!», выпущенная в 1969 году, когда Ю. Иванов курировал в ЦК КПСС Коммунистическую партию Израиля. Все провалы и неудачи СССР автор объясняет через происки всесильного и вездесущего «международного сионизма», «врага всех народов… всех свободолюбивых людей земного шара».
Во второй половине 1960-х годов к «антисионистскому кружку» присоединился активист «Русского клуба», писатель и публицист Дмитрий Жуков, ставший известным среди участников «русской партии» преимущественно как автор сценария фильма «Тайное и явное (Цели и деяния сионистов)». Режиссером фильма был Борис Карпов — другой посетитель «Русского клуба», в числе официальных консультантов — другие антисионистские авторы Евгений Евсеев, Лидия Моджарян, Драстамат Чальян. По информации Сергея Семанова он создавался по заказу КГБ. Этот антисионистский и антисемитский фильм подробно описывает роль «еврейских заговорщиков», по мнению создателей фильма, стоявших за всеми ключевыми событиями XX века. Фильм был снят к 1973 году. В ленте использована нацистская кинохроника. О важности фильма для заказчиков может свидетельствовать то обстоятельство, что авторам для получения материалов было разрешено выехать в три европейские столицы. Государственная приёмка «Тайного и явного» была задержана на год Комитетом по кинематографии, предполагавшим неоднозначную реакцию на фильм. В августе 1973 года один из операторов Центральной студии документальных фильмов, фронтовой знакомый Леонида Брежнева, написал ему письмо, в котором просил предотвратить выход антисемитского фильма. В августе-октябре 1973 года Комитет по кинематографии выдал свои соображения по переработке фильма, которые сделали из ленты «идеологическую жвачку», оставшуюся не замеченной общественностью.
В течение 1970-х — первой половины 1980-х годов кружок «антисионистов» пополнили несколько новых участников, включая минского журналиста Владимира Бегуна, автора документа «Устав нравов» Валерия Скурлатова, переводчика-арабиста Г. В. Рыжикова, историка Льва Корнеева. К этому кругу оказались близки А. Иванов (Скуратов) и Иван Шевцов. Из числа этой второй генерации «антисионистского кружка» наиболее известным стал Бегун, написавший книгу «Вторжение без оружия», только в 1978—1979 годах изданную общим тиражом в 250 тысяч экземпляров. В 1970-х годах публицистом Львом Корнеевым было написано большое число статей, «разоблачавших» «сионизм», изображая его в качестве оккультного предприятия для получения власти над миром через такие средства, как шпионаж, продажа оружия, организованный террор, организованная преступность, грабёж, систематическое сотрудничество с «реакционными силами», начиная с нацизма и итальянского фашизма и заканчивая американским империалистическим капитализмом. В статье июля 1978 года Корнеев стремится к «разоблачению» «международного сионизма» через сведение его к преступному предприятию, которое вошло в соглашение с нацизмом на базе их идеологической близости, общего «расизма».
В качестве «итогового документа», в наиболее полном виде характеризующего взгляды «антисионистского кружка», Н. А. Митрохин рассматривает программу спецкурса «Критика идеологии сионизма», подготовленную Скурлатовым и официально опубликованную в 1984 году тиражом в 2000 экземпляров.
В 1970-е годы существенной частью деятельности антисионистов и участников «русской партии» Валерия Емельянова, Дмитрия Жукова, Валерия Скурлатова и А. Иванова (Скуратова) стала пропаганда неоязыческого и расистского мировоззрения. К неоязычеству эти авторы пришли через следующее теоретическое построение: поскольку всё, что исходит от евреев по определению является негативным, следовательно и христианство также было создано евреями для порабощения других народов. В качестве противовеса христианству авторы предлагали возврат к «исконной» религии древних славян или праславян, рассматриваемых ими как часть «древних ариев».

## Влияние
С коммунистическим антисионизмом оказался тесно связан антисионизм новых левых, который стал неотъемлемой частью политической платформы этого движения.
Политолог Андреас Умланд отмечает сходство крайних проявлений советского антисионизма и современной русской ксенофобии. Он полагает, что «явно злонамеренное отождествление сионизма с нацизмом» в советских публикациях позволяет понять, почему такие крайне правые организации, как «открыто неонацистское» Русское национальное единство, имеют большую популярность в постсоветской России.
Советский антисионизм повлиял на радикальных православных, которые стремятся найти почти в любой деятельности тех, кого они называют сионистами, знаки приближения антихриста. Советская борьба с «международным сионизмом» у новых православных сменилась на борьбу с «талмудистами» и «масонами», которые расчищают путь антихристу. Традиционалистский подход придал религиозную основу сформировавшемуся ранее советскому «антисионизму».